# Enchanted Storybook Castle
Ne doit pas être confondu avec Château de Cendrillon, Château de la Belle au bois dormant ou Castle of Magical Dreams.
Enchanted Storybook Castle est le nom du château du parc à thèmes Shanghai Disneyland. Il est le plus grand de tous les châteaux des parcs Disney, mais aussi le premier à représenter toutes les princesses Disney à la fois.

## Description
Unique et ne s'inspirant d'aucun château Disney déjà existant, il est le plus grand (avec une taille d'environ 60 mètres, dépassant le Château de Cendrillon des parcs Magic Kingdom et Tokyo Disneyland ne mesurant que 57,6 mètres), et le plus interactif.
Le château est assis au sommet d'un promontoire rocheux. L'Epi de faîtage est surmonté d'une pivoine d'or — une fleur représentant la Chine — placé au sommet de la plus grande tour du château. Un autre fleuron d'or propose des fleurs de magnolia, représentant Shanghai, et une couronne Disney comme un clin d'œil aux princesses Disney.  
L'entrée possède un style Renaissance. Le château en lui-même comporte beaucoup d'éléments de style regalia. 
Dans le centre, les murs de la rotonde disposent des mosaïques y représentant les quatre saisons à travers les univers de La Princesse et la Grenouille (printemps), Raiponce (été), Rebelle (automne), et La Reine des Neiges (hiver). Un chapiteau illuminé révèle des motifs attribués à Belle, Cendrillon et Blanche-Neige.
Un escalier en colimaçon mène au sommet du château, pour l'attraction Once Upon A Time Adventure. Le parcours en bateau situé à Fantasyland, Voyage to the Cristal Grotto, passe sous le château à travers un tunnel souterrain.
Une cour extérieure privée est également accessible dans le château, où sont organisées des rencontres avec les princesses Disney, Mickey Mouse et Donald Duck. Le décor de cette cour royale comprend des fleurs colorées, des vignes rampantes et une sculpture.
L'Enchanted Storybook Castle est aussi une vitrine de la technologie et de la créativité, de l'application du Building Information Modeling (BIM), et du Digital immersive Showroom (DISH). Ces techniques de construction et de conception avancées font partie de l'engagement pris par l'équipe de la Walt Disney Imagineering pour travailler en collaboration avec des partenaires chinois afin d'utiliser de nouvelles techniques dans la construction du château. DISH et BIM sont des méthodes informatiques utilisés dans les étapes de conception et à l'avance de la construction proprement dite, ce qui permet un travail plus efficace.[réf. nécessaire]

## Commerces et restaurants

### Boutique
- Bibbidi Bobbidi Boutique

### Restaurant
- Royal Banquet Hall, un restaurant thématisé sur les contes de fées, proposant des rencontres avec les personnages. Chacune des salles à manger est inspirée d'une princesse Disney, telles qu'Aurore, Cendrillon, Tiana, Mulan et Blanche-Neige.

## Attractions
- Once Upon a Time Adventure est un walkthrough comprenant une version animée de Blanche-Neige avec laquelle les visiteurs peuvent interagir. Le parcours retrace l'histoire du film. Cette attraction a une signification particulière pour la Chine. En effet, Blanche-Neige a été présentée comme princesse Disney pour la première fois à Shanghai le 8 février 1938[2].
- Voyage to the Crystal Grotto est un parcours en bateau à travers les contes d'Aladdin, Ariel, Belle, Raiponce, Mulan et de L'Apprenti sorcier. Cette attraction se conclut dans une caverne, en dessous du château.

## Spectacles
- Golden Fairytale Fanfare, un spectacle célébrant les chansons et les histoires de Blanche-Neige, Ariel, Jasmine, Mérida, et Anna et Elsa ;
- Ignite the Dream est un spectacle nocturne accompagné par des feux d'artifice, des fontaines, des structures gonflables, des lasers et des projections.